# Сульмаш
Сульма́ш — село в Чернушинском районе Пермского края. Административный центр Сульмашинского сельского поселения.

## География
Село расположено примерно в 600 км от города Казань на берегу одноимённой реки Сульмаш, правом притоке реки Танып.

## Население
По данным переписи 2010 года численность населения составила 931 человек, в том числе 452 мужчины и 479 женщин.
Ранее численность населения составляла: 820 человек (1926 год), 858 человек (2002 год).

## История
Сульмаш известен с 1737 года как татарская деревня, и является одним из старейших населённых пунктов Чернушинского района. Название села Сульмаш означает «начало источников», т. к. село расположено на истоке рек: Сульмаш, Чермеш, «Бала елга».
В 1878 году в деревне была построена мечеть в честь Магомета, на средства богатого жителя села Нугмана (Ногман-бай). В 1948 году здание бывшей мечети было снесено, часть материалов пошла на постройку школы. В 2004 году было начато строительство новой мечети, которая была достроена и открыта 27 июня 2008 года.
История возникновения школы в селе Сульмаш напрямую связано с семьей Усмановых. Усманов Габдуллахан Усманович родился в 1895 году. Он был старшим сыном муллы Усмана. В 1918 году Габдуллахан Усманов поступает на 6-месячные курсы учителей татарских школ в городе Оса. На курсах он познакомился с Галимой Магафуровой, которая стала его женой. В 1919 году Усмановы начали обучать детей грамоте. Габдуллахан Усманов в 1930 году добился строительства семилетней школы. Поэтому официальной датой образования школы в селе Сульмаш считается 1930 год.
В 1928 году в деревне Сульмаш начал создаваться колхоз «Заря братства». Организатором был Хабиб Нисапов. Первым председателем колхоза становится вернувшийся из армии Салим Суфиев, в дальнейшем отличный тракторист, кузнец, слесарь и плотник.
В апреле 1931 года был организован Совет, проведены выборы. Первым председателем сельсовета стал Хамитов Бакир (Аубакир).
В середине 30-х годов (примерно в 1935—1936 гг.) в деревне Сульмаш открывается изба-читальня, организатором которой стал Ягафаров Касим.
В годы Великой Отечественной войны из Сульмаша и Аминькая ушли на фронт более 230 человек из них 113 погибли на войне. Имена погибших на фронтах Великой Отечественной войны высечены на обелиске, который расположен в центре села. Двенадцать фронтовиков имеют ордена различной степени.
С февраля 1931 года до января 2006 года Сульмаш был центром Сульмашинского сельского совета, а после реформы местного самоуправления с 1 января 2006 года — Сульмашинского сельского поселения.

## Социальная сфера
- общеобразовательные учреждения:[3]
  - МОУ «Сульмашинская основная общеобразовательная школа»
- учреждения здравоохранения:[4]
  - Сульмашинский фельдшерско-акушерский пункт
- учреждения культуры:[2]
  - дом культуры
  - библиотека

## Религия
Мечеть в селе Сульмаш (открыта 27 июня 2008 года)